# Campionato italiano maschile di pallanuoto Juniores A
Il campionato italiano maschile di pallanuoto juniores A è una delle categorie dei campionati italiani giovanili organizzati dalla FIN e dai relativi comitati regionali. Il torneo è riservato ad atleti di età inferiore ai 20 anni.
Fondato nel 1952 come campionato juniores, ha conservato ufficialmente tale denominazione fino alla stagione 2006-2007, per poi riacquisirla nel 2024. Il club che ha vinto il maggior numero di titoli italiani di categoria è la Canottieri Napoli, vincitrice di nove scudetti.

## Formula
Ogni comitato regionale organizza autonomamente la propria fase eliminatoria che deve iniziare non prima di novembre e concludersi entro il giugno successivo. Accedono alla fase interregionale dei quarti 24 squadre, divise in base alla rilevanza del comitato regionale.
I quarti si svolgono in quattro gironi di qualificazione, da cui le prime due classificate avanzano alle semifinali nazionali. Le otto squadre ammesse a questa fase vengono suddivise in due ulteriori gironi al termine dei quali le prime due si qualificano per la Final Four.
In determinate stagioni la FIN può abbassare il limite di età agli atleti under 19 per agevolare l'attività giovanile internazionale.

## Albo d'oro
| Stagione | Vincitore           | 2º posto          | 3º posto            |
| -------- | ------------------- | ----------------- | ------------------- |
| 1952     | Nervi               | Camogli           | Napoli              |
| 1953     | Quinto              | Napoli            | Camogli             |
| 1954     | Napoli              | Florentia         | Quinto              |
| 1955     | Canottieri Napoli   | Lazio             | Nervi               |
| 1956     | Napoli              | Nervi             | Rari Nantes Livorno |
| 1957     | Canottieri Napoli   | Lazio             | Quinto              |
| 1958     | Canottieri Napoli   | Pro Recco         | Civitavecchia       |
| 1959     | Nervi               | Roma              | Quinto              |
| 1960     | Lazio               | Roma              | Nervi               |
| 1961     | Lazio               | Camogli           | Nervi               |
| 1962     | Pro Recco           | Lazio             | Nervi               |
| 1963     | Nervi               | Napoli            | Lazio               |
| 1964     | Lazio               | Nervi             | Napoli              |
| 1965     | Lazio               | Andrea Doria      | Napoli              |
| 1966     | Napoli              | Canottieri Napoli | Florentia           |
| 1967     | Napoli              | Civitavecchia     | Canottieri Napoli   |
| 1968     | Napoli              | Sori              | Florentia           |
| 1969     | Sori                | Canottieri Napoli | Lazio               |
| 1970     | Canottieri Napoli   | Nervi             | Sori                |
| 1971     | Nervi               | Lazio             | Florentia           |
| 1972     | Sori                | Canottieri Napoli | Lazio               |
| 1973     | Lazio               | Florentia         | Mameli              |
| 1974     | Nervi               | Lazio             | Canottieri Napoli   |
| 1975     | Camogli             | Nervi             | Canottieri Napoli   |
| 1976     | Camogli             | Nervi             | Civitavecchia       |
| 1977     | Nervi               | Camogli           | Canottieri Napoli   |
| 1978     | Nervi               | Camogli           | Civitavecchia       |
| 1979     | Camogli             | Nervi             | Florentia           |
| 1980     | Civitavecchia       | Camogli           | Posillipo           |
| 1981     | Posillipo           | Civitavecchia     | Mameli              |
| 1982     | Sturla              | Pescara           | Posillipo           |
| 1983     | Posillipo           | Sturla            | Pro Recco           |
| 1984     | Posillipo           | Florentia         | Civitavecchia       |
| 1985     | Lazio               | Civitavecchia     | Canottieri Napoli   |
| 1986     | Civitavecchia       | Canottieri Napoli | Savona              |
| 1987     | Canottieri Napoli   | Civitavecchia     | Posillipo           |
| 1988     | Bogliasco           | Posillipo         | Civitavecchia       |
| 1989     | Civitavecchia       | Pro Recco         | Posillipo           |
| 1990     | Bogliasco           | Savona            | Pro Recco           |
| 1991     | Pro Recco           | Canottieri Napoli | Lazio               |
| 1992     | Pro Recco           | Canottieri Napoli | Posillipo           |
| 1993     | Canottieri Napoli   | Bogliasco         | Pro Recco           |
| 1994     | Savona              | Pro Recco         | Canottieri Napoli   |
| 1995     | Pro Recco           | Civitavecchia     | Como                |
| 1996     | Posillipo           | Volturno          | Bogliasco           |
| 1997     | Savona              | Pro Recco         | Civitavecchia       |
| 1998     | Savona              | Civitavecchia     | Nervi               |
| 1999     | Savona              | Como              | Canottieri Napoli   |
| 2000     | Savona              | Posillipo         | Canottieri Napoli   |
| 2001     | Lazio               | Posillipo         | Bergamo             |
| 2002     | Savona              | Roma              | Posillipo           |
| 2003     | Savona              | Lazio             | Imperia             |
| 2004     | Bogliasco           | Lazio             | Roma Vis Nova       |
| 2005     | Bogliasco           | Roma Vis Nova     | Lazio               |
| 2006     | Imperia             | Bogliasco         | Camogli             |
| 2007     | Camogli             | Vallescrivia      | Lazio               |
| 2008     | Posillipo           | Camogli           | Catania             |
| 2009     | Posillipo           | Lazio             | Savona              |
| 2010     | Posillipo           | Sori              | Nervi               |
| 2011     | Nervi               | Camogli           | Salerno             |
| 2012     | Savona              | Bogliasco         | Posillipo           |
| 2013     | Camogli             | Canottieri Napoli | Florentia           |
| 2014     | Canottieri Napoli   | Posillipo         | Bogliasco           |
| 2015     | Canottieri Napoli   | Sori              | Bogliasco           |
| 2016     | Lazio               | Bogliasco         | Roma Nuoto          |
| 2017     | Bogliasco           | Canottieri Napoli | Roma Nuoto          |
| 2018     | Canottieri Napoli   | Roma Nuoto        | Posillipo           |
| 2019     | Posillipo           | Roma Nuoto        | Bogliasco           |
| 2020     | non assegnato       | non assegnato     | non assegnato       |
| 2021     | Ortigia             | Posillipo         | Savona              |
| 2022     | Ortigia             | Roma Vis Nova     | Quinto              |
| 2023     | Distretti Ecologici | Ortigia           | AN Brescia          |
| 2024     | Astra Roma          | Posillipo         | Lazio               |
| 2025     | Lazio               | Onda Forte Roma   | Roma Vis Nova       |

### Titoli per squadra
| Squadra             |   | 2º | 3º | Podi |
| ------------------- | - | -- | -- | ---- |
| Canottieri Napoli   | 9 | 8  | 8  | 25   |
| Lazio               | 9 | 8  | 7  | 24   |
| Posillipo           | 8 | 6  | 8  | 22   |
| Nervi               | 8 | 6  | 6  | 20   |
| Savona              | 8 | 1  | 3  | 12   |
| Camogli             | 5 | 7  | 2  | 14   |
| Bogliasco           | 5 | 4  | 4  | 13   |
| Napoli              | 5 | 2  | 3  | 10   |
| Pro Recco           | 4 | 4  | 3  | 11   |
| Civitavecchia       | 3 | 6  | 6  | 15   |
| Sori                | 2 | 3  | 1  | 6    |
| Ortigia             | 2 | 1  | 0  | 3    |
| Onda Forte Roma     | 2 | 1  | 0  | 3    |
| Sturla              | 1 | 1  | 0  | 2    |
| Quinto              | 1 | 0  | 4  | 5    |
| Imperia             | 1 | 0  | 1  | 2    |
| Florentia           | 0 | 3  | 5  | 8    |
| Roma                | 0 | 3  | 0  | 3    |
| Roma Nuoto          | 0 | 2  | 2  | 4    |
| Roma Vis Nova       | 0 | 2  | 2  | 4    |
| Como                | 0 | 1  | 1  | 2    |
| Mameli              | 0 | 0  | 2  | 2    |
| Andrea Doria        | 0 | 1  | 0  | 1    |
| Pescara             | 0 | 1  | 0  | 1    |
| Vallescrivia        | 0 | 1  | 0  | 1    |
| Volturno            | 0 | 1  | 0  | 1    |
| Bergamo             | 0 | 0  | 1  | 1    |
| Catania             | 0 | 0  | 1  | 1    |
| Rari Nantes Livorno | 0 | 0  | 1  | 1    |
| Salerno             | 0 | 0  | 1  | 1    |
| AN Brescia          | 0 | 0  | 1  | 1    |

### Titoli per provincia
| Provincia |    | Club                                                                            |
| --------- | -- | ------------------------------------------------------------------------------- |
| Genova    | 26 | Nervi 8, RN Camogli e RN Bogliasco 5, Pro Recco 4, RN Sori 2, Sturla e Quinto 1 |
| Napoli    | 22 | Can.Napoli 9, Posillipo 8, RN Napoli 5                                          |
| Roma      | 14 | Lazio 9, Civitavecchia 3, Astra Nuoto Roma 2                                    |
| Savona    | 8  | RN Savona                                                                       |
| Siracusa  | 2  | Ortigia                                                                         |
| Imperia   | 1  | RN Imperia                                                                      |

### Titoli per regione
| Regione  |    | Club |
| -------- | -- | --- |
| Liguria  | 35 | Nervi e RN Savona 8, RN Camogli e RN Bogliasco 5, Pro Recco 4, RN Sori 2, RN Imperia, Sturla e Quinto 1 |
| Campania | 22 | Can.Napoli 9, Posillipo 8, RN Napoli 5                                                                  |
| Lazio    | 14 | Lazio 9, Civitavecchia 3, Astra Nuoto Roma 2                                                            |
| Sicilia  | 2  | Ortigia 2                                                                                               |